# Frederick Stopford
Frederick William Stopford (ur. 2 lutego 1854, zm. 4 maja 1929) – brytyjski arystokrata i wojskowy, młodszy syn Jamesa Stopforda, 4. hrabiego Courtown, i Dory Pennefather, córki Edwarda Pennefathera. Młodszy brat przyrodni 5. hrabiego Courtown.
W latach 1866–1870 był Page of Honour królowej Wiktorii. Był majorem Grenadierów Gwardii (Grenadier Guards). Walczył w kampanii egipskiej i sudańskiej podczas powstania Mahdiego. Został odznaczony egipskim Orderem Zasługi V klasy. Brał udział w II wojnie burskiej. Został odznaczony Krzyżem Komandorskim Królewskiego Orderu Wiktoriańskiego, Krzyżem Komandorskim Orderu św. Michała i św. Jerzego oraz Krzyżem Komandorskim Orderu Łaźni. W latach 1912–1914 był porucznikiem Tower of London. Dosłużył się stopnia generała-porucznika.
Podczas I wojny światowej, w 1915 r., minister wojny lord Kitchener mianował Stopforda dowódcą wojsk lądujących w zatoce Suvla (była to część bitwy o Gallipoli). Lądowanie rozpoczęło się 6 sierpnia i pomimo początkowego sukcesu nie przyniosło oczekiwanych korzyści. Dzięki niezdecydowaniu Stopforda wojska tureckie zdołały obsadzić okoliczne wzgórza i nie wypuścić Brytyjczyków z przyczółka. Stopford został odwołany ze stanowiska już w połowie miesiąca. Powrócił do Anglii, gdzie ponownie został porucznikiem Tower. Był nim do 1917 r.
Stopford zmarł w 1929 r. Nigdy się nie ożenił i nie pozostawił potomstwa.